# Nagyercse
Nagyercse (románul Ercea, németül Groß-Ertschen) falu Romániában, Maros megyében. 1992-ben 242 lakosából 215 román és 4 magyar volt.

## Fekvése
Szászrégentől 16 km-re délkeletre a Sár-patak jobb oldali mellékvölgyében fekszik. Közigazgatásilag Balához tartozik.

## Története
1397-ben említik először. Református temploma a 15. század közepén épült, 1924-ben átépítették. 1910-ben 721, többségben román lakosa volt, jelentős magyar kisebbséggel. A trianoni békeszerződésig Maros-Torda vármegye Régeni alsó járásához tartozott.

## Látnivaló
Középkori temploma híveivel együtt a reformáció idején reformátussá vált, és a XVIII. századra anyaegyház lett. A templomról nincs oklevél, a stílusjegyek alapján reformáció előtti, XV. századi lehet. Az 1700-as évek végén átépítették, ami új födémek, tető és berendezés építésére, valamint egy déli portikus építésére szorítkozott. 1924-ben újították fel. A falu egy emelkedettebb pontján áll a templom, tőle keletre a harangláb. A közel négyzetes alaprajzú hajóhoz a nyolcszög felével záródó szentély csatlakozik. A hajó festett kazettás mennyezetű (1772-es dátummal). A nyugati oldalon festett mellvédes karzat épült. A szokásos módon, a diadalív északi oldalához épített szószék gazdag barokk képzésű tükördíszítménnyel van ellátva. A berendezés szépségét emeli a barokk díszítő-faragással ellátott festetlen két padsor. A déli bejáratot csehsüvegboltozatú portikus védi, míg a középkori nyugati kaput befalazták. A szentély tengelyében található egy tábla, a Toldalagi és Losonczi-Bánffy címerrel és latin felirattal az 1762-es átépítésről.